# ジョン・ギャラガー
ジョン・ギャラガー（Jon Gallagher, 1996年2月23日 - ）は、アイルランド・ラウス県ダンドーク出身のサッカー選手。メジャーリーグサッカー・オースティンFC所属。ポジションはFW。

## クラブ経歴
ダンドーク出身。幼少期から父の仕事の関係でジャマイカやシンガポールなどを渡り歩く生活を送り、2012年に一家で渡米し、コネティカット州の高校に進学。大学はノートルダム大学に進学し、NCAAで4年間プレー。84試合39ゴール15アシストを記録した。
2018年1月18日、同年のMLSスーパードラフトでアトランタ・ユナイテッドFCから1巡目14位で指名され、プロ入り。1シーズン半をチームIIでプレーし、2019年6月22日にアバディーンFCへのローン移籍が発表。初のトップリーグでのプレーとなった2019-20シーズンは22試合1ゴールを記録。2019年12月4日のレンジャーズFC戦ではプロ初ゴールを決めた。同シーズン終了後にアトランタ・ユナイテッドに復帰。2020年シーズンは18試合4ゴールを記録した。
2020年12月15日、金銭トレードで2021年よりMLSに加入するオースティンFCへの移籍が決定。同年シーズン開幕戦となった4月17日のロサンゼルスFC戦で後半15分から起用されるも、試合は0-2で敗れた。